# Illi Bikes Cycling Team
Illi Bikes Cycling Team (of IBCT) was een Belgische vrouwenwielerploeg met een Ierse licentie, die vanaf 2019 als clubteam deel uitmaakte van het peloton en die vanaf 2021 een UCI Continentaal team was. In 2021 heette het Team Rupelcleaning-Champion Lubricants. Het ontwerp van de kleding was gelijk aan dat van de voormalige mannenploeg 7-Eleven.

## Bekende ex-rensters

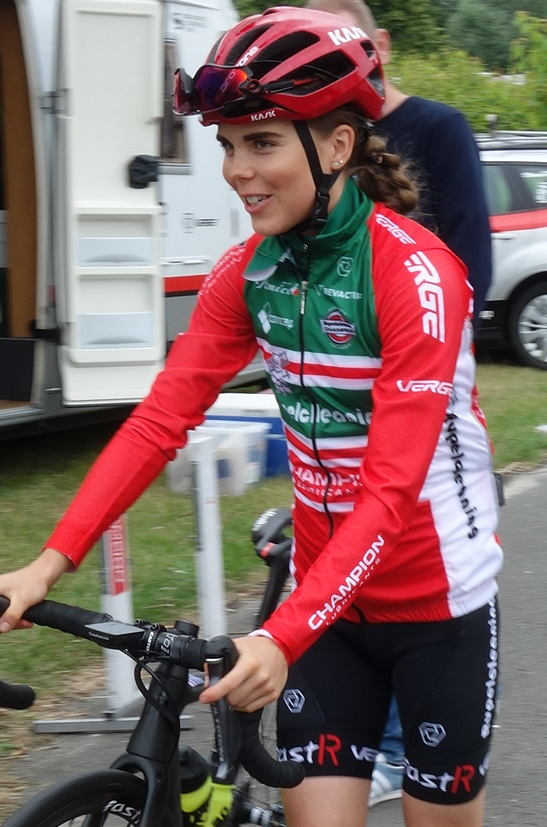
Anna Kay in de Lotto Belgium Tour 2021.

- Isabelle Beckers (2019-2021)
- Gilke Croket (2019)
- Marion Norbert-Riberolle (2021)
- Lindy van Anrooij (2019)
- Verena Eberhardt (2021)
- Antonia Gröndahl (2021-2022)

- Anna Kay (2021)
- Trine Schmidt (2021)
- Aline Seitz (2021)
- Alice Sharpe (2021-2022)
- Sara Van de Vel (2021-2022)
- Loes Adegeest (2022)

## Overwinningen
2021
Binche-Chimay-Binche, Sara Van de Vel
2022
Bergklassement Lotto Belgium Tour, Loes Adegeest
3e etappe Tour de l'Ardèche, Loes Adegeest

### Kampioenschappen

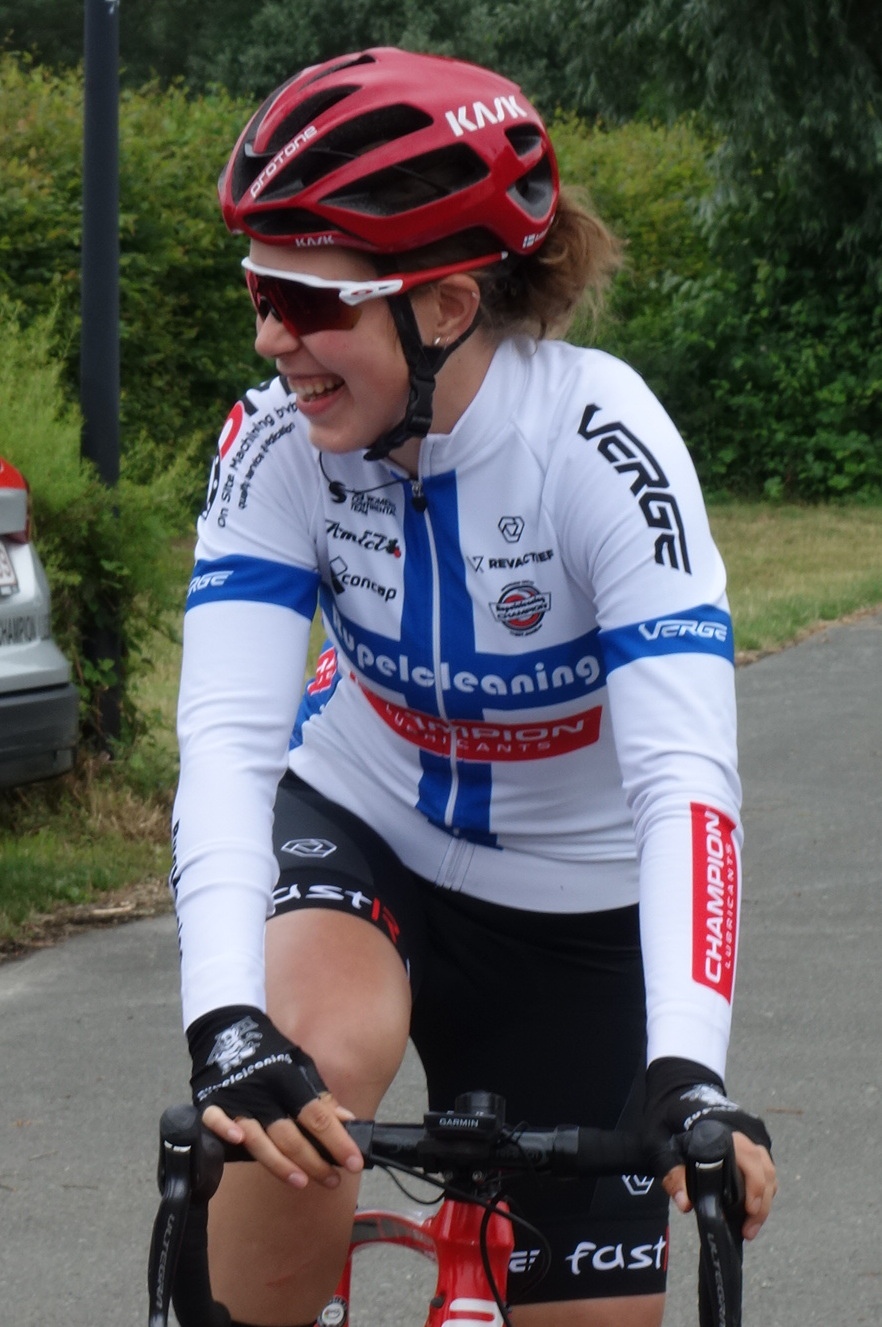
Fins kampioen Antonia Gröndahl in 2021.

2021
 Fins kampioen op de weg, Antonia Gröndahl
 Kroatisch kampioen op de weg, Maja Perinović
 Oostenrijks kampioen op de baan (omnium), Verena Eberhardt
 Oostenrijks kampioen op de baan (scratch), Verena Eberhardt
 Oostenrijks kampioen op de baan (afvalkoers), Verena Eberhardt
 Oostenrijks kampioen op de baan (puntenkoers), Verena Eberhardt
 Iers kampioen op de baan, (achtervolging), Kelly Murphy
 Zwitsers kampioen op de baan (omnium), Aline Seitz
 Zwitsers kampioen op de baan (koppelkoers), Aline Seitz
 Zwitsers kampioen op de baan (puntenkoers), Aline Seitz